# Thị trường bò

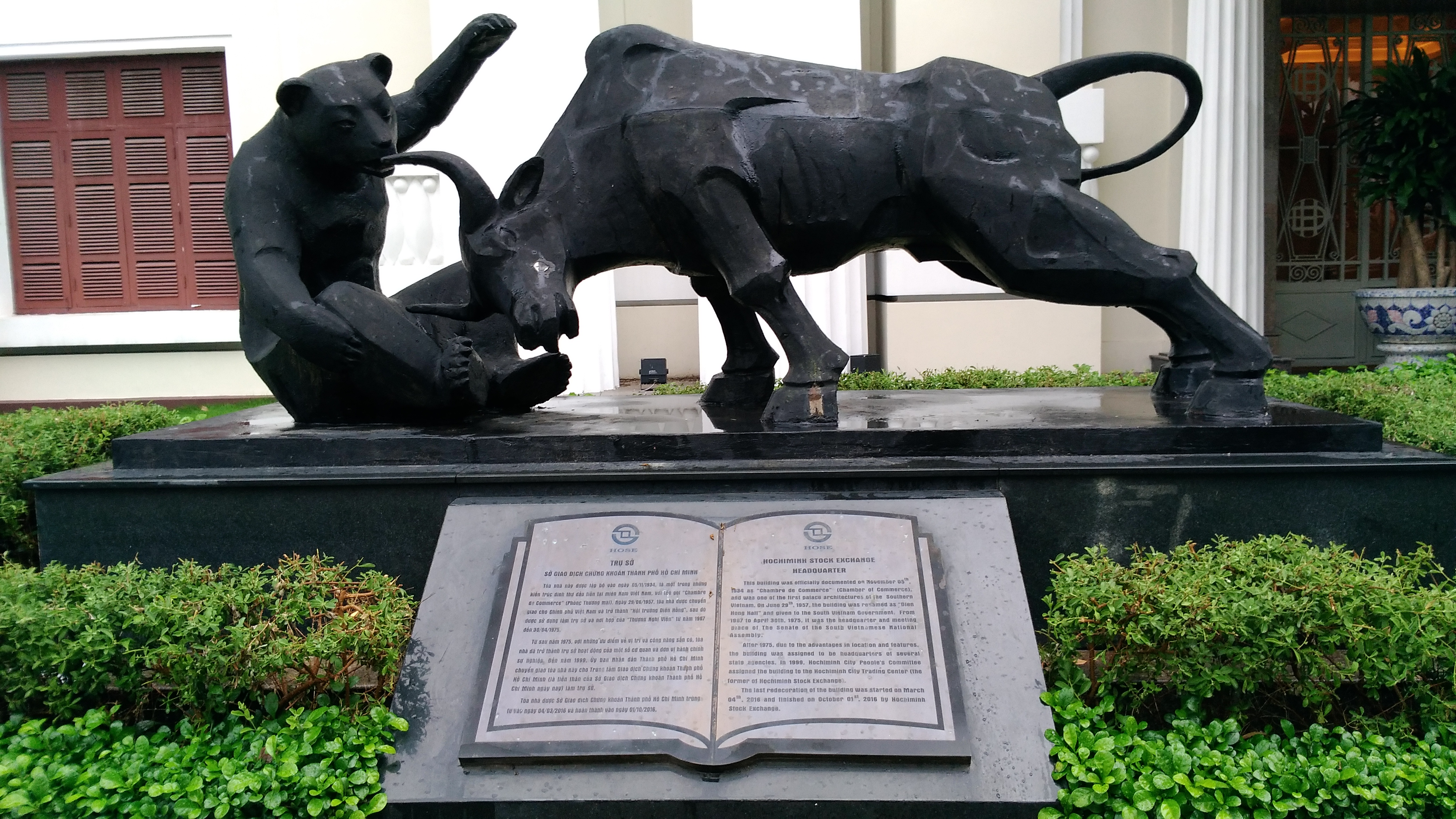
Tượng gấu đấu bò trước Sở Giao dịch Chứng khoán Thành phố Hồ Chí Minh, nếu các bức tượng khác thường khắc họa cảnh hai con vật đang chuẩn bị chiến đấu thì bức tượng này lại diễn tả con bò có phần thắng thế khi húc trúng con gấu, biểu thị sự ủng hộ cho xu hướng thị trường đang lên để kỳ vọng nền kinh tế tăng trưởng

Trong chứng khoán, thị trường bò hay thị trường con bò tót (tiếng Anh: bull market) là xu hướng thị trường theo diễn biến đi lên khi nhà đầu cơ thị trường chứng khoán mua cổ phiếu đang nắm giữ với kỳ vọng rằng trong thời gian ngắn nó sẽ tăng giá trị (mệnh giá), sau đó họ sẽ bán số cổ phiếu đó để kiếm lời nhanh chóng từ giao dịch như một món hời.
Hình tượng con bò biểu tượng cho thị trường "bò" (bull) trong giao dịch chứng khoán nổi tiếng hơn cả là đó là tượng con bò to lớn dựng ở ven lề đường dẫn vào công viên Bowling Green gần Phố Wall nên còn được gọi là Con bò Phố Wall (Charging Bull). Thị trường con bò tót hiện nay thông dụng dùng để chỉ một thị trường đang trên đà đi lên với đặc trưng bởi sự gia tăng đều đặn thị giá của các cổ phiếu và trong thời gian thị trường là "con bò tót", giới đầu tư tài chính có niềm tin rằng một xu hướng thị trường đi lên sẽ còn tiếp tục và khởi sắc.

## Từ nguyên
Nguồn gốc chính xác của cụm từ "thị trường bò" thì hiện nay không ai biết tới một cách rõ ràng. Chỉ biết rằng, trong cuốn Từ điển tiếng Anh Oxford trích dẫn một sử dụng từ năm 1891 của thuật ngữ "thị trường bò" mà liên hệ đến trong tiếng Pháp thì có cụm từ "bulle spéculative" chỉ một bong bóng thị trường đầu cơ, như vậy là từ điển từ nguyên trực tuyến liên quan từ "bull" liên quan tới "thổi phồng, sưng lên", và định ngày cho ý nghĩa thị trường chứng khoán của nó vào năm 1714 Một nguồn gốc chính đáng khác là từ chữ "Bulla" có nghĩa là hóa đơn (bill), hoặc hợp đồng. Khi một thị trường đang tăng lên, những người nắm giữ của các hợp đồng giao hàng trong tương lai của một hàng hóa thấy được giá trị gia tăng hợp đồng của họ.
Người ta còn nhìn vào tự nhiên về phong cách chiến đấu của con bò mộng có thể có một tác động lớn đến cái tên thị trường Bò đấu thị trường con bò được đặt tên theo cách mà các con vật này tấn công các nạn nhân của chúng với cách tấn công đặc trưng của một con bò tót, khi một con bò đực chiến đấu nó sẽ hất sừng của nó lên giương sừng lên cao tấn công về phía trước và húc lên liên tưởng sự đặc trưng của hình thái thị trường (ẩn dụ cho giá cổ phiếu đang tăng). Một số giả thuyết tương tự đã được sử dụng như phương tiện giúp trí nhớ như Bull là viết tắt của bully, bây giờ mang ý nghĩa của xuất sắc và nó liên quan đến tốc độ của động vật này vì con bò đực thường lao đến phi với tốc độ rất cao khi phi đến húc Từ bò mộng (bull) ban đầu được dùng để chỉ gia đình hoạt động ngân hàng giao thương cũ là ngân hàng Bulstrodes. Từ "bò" còn thể hiện các hoàn vốn của thị trường là "đầy đủ", mặt khác, "Bò" tượng trưng cho tích trữ trước với sự tự tin quá mức. Nhóm tác phẩm điêu khắc quốc tế Mark và Diane Weisbeck đã được chọn để thiết kế lại Thị trường Bò của phố Wall và bức điêu khắc chiến thắng của họ, "Bull Market Rocket" đã được chọn làm biểu tượng thế kỷ 21, hiện đại của Thị trường Bò xu hướng lên.

## Đặc điểm
Về đặc điểm cung và cầu chứng khoán trong một thị trường con bò tót thì cầu chứng khoán cao hơn cung vì nhiều nhà đầu tư muốn mua, trong khi rất ít người muốn bán dẫn đến giá cổ phiếu tăng. Trong thời gian thị trường là "bò tót", giới đầu tư có niềm tin rằng, một xu hướng đi lên sẽ còn tiếp tục vì lực cầu mạnh và nguồn cung yếu, nhà đầu tư sẵn sàng tham gia với kỳ vọng thu được lợi nhuận và về tổng thể thì nền kinh tế tăng trưởng mạnh do nguồn lợi nhuận cao, ổn định. Trong thị trường con bò tót, hầu hết nhà đầu tư cảm thấy hứng thú với thị trường, họ sẵn sàng tham gia vào thị trường với hy vọng sẽ thu được lợi nhuận cao.
Sự thay đổi trong hoạt động kinh tế trong một thị trường con bò tót là sự khởi sắc về kinh tế. Trong thị trường con bò tót, điều nhà đầu tư thường làm là tận dụng việc giá tăng lên để mua vào ngay từ đầu thời kỳ và bán ra khi giá các cổ phiếu nắm giữ đang lên đến đỉnh vì nhìn chung, nhiều nhà đầu tư có xu hướng tin tưởng rằng thị trường đang tăng, họ sẽ có nhiều khả năng thu được lợi nhuận hơn và khi giá đang tăng, bất kỳ một khoản thua lỗ nào cũng trở thành nhỏ bé và mang tính tạm thời. Yếu tố cốt lõi quyết định một thị trường con bò tót là xu hướng trong dài hạn mà không phải những phản ứng tức thời của thị trường trước một sự kiện cụ thể.

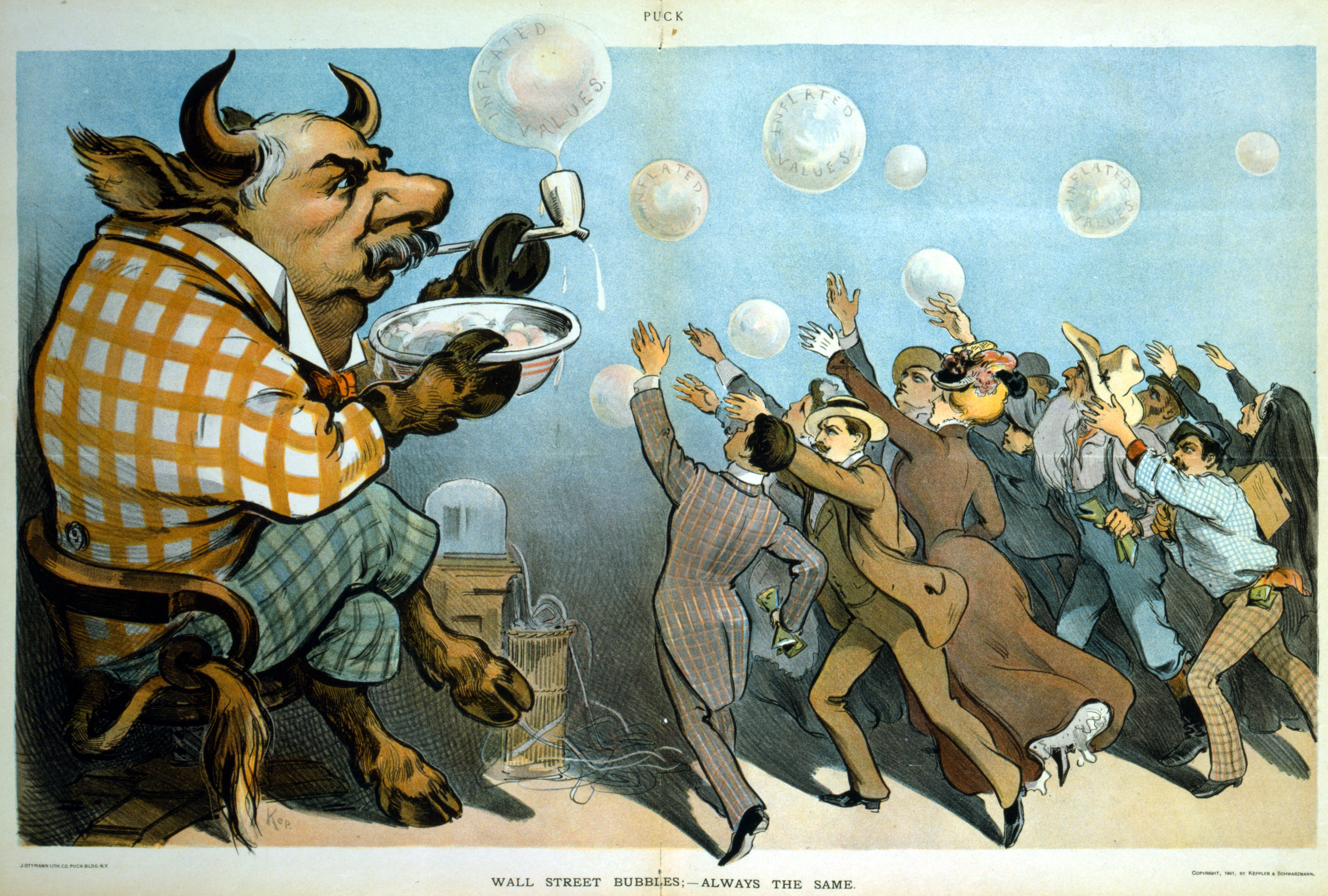
Một tranh vui năm 1901 mô tả nhà tài chính J. P. Morgan như một con bò đực với các nhà đầu tư háo hức

Một thị trường Bò có liên quan với tăng niềm tin nhà đầu tư, và tăng đầu tư vào các dự đoán tăng giá trong tương lai (các tăng vốn). Một xu hướng Bò trong thị trường chứng khoán thường bắt đầu trước khi nền kinh tế nói chung có dấu hiệu phục hồi rõ nét. Ví dụ như chỉ số Sàn giao dịch chứng khoán Bombay của Ấn Độ, Sensex, đã trong một xu hướng thị trường Bò trong khoảng năm năm, từ tháng 4 năm 2003 đến tháng 1 năm 2008 vì nó tăng từ 2.900 điểm lên 21.000 điểm. Các thị trường bò đáng chú ý được đánh dấu 1925-1929, 1953-1957 và giai đoạn 1993-1997 khi thị trường chứng khoán Mỹ và nhiều nơi khác tăng; trong khi giai đoạn đầu tiên kết thúc đột ngột với sự bắt đầu của Đại khủng hoảng sự kết thúc của các khoảng thời gian sau chủ yếu là các giai đoạn của hạ cánh mềm, mà đã trở thành các thị trường gấu lớn. (xem: Suy thoái kinh tế 1960-1961 và bong bóng dot-com trong 2000-01).
Mức đáy của thị trường là một sự đảo ngược xu hướng, kết thúc của sự suy thoái thị trường và trước sự khởi đầu của một xu hướng di chuyển lên phía trên (thị trường bò). Khi một bộ phận các nhà đầu tư biểu hiện một cảm tính có tính Bò (tiêu cực), một số nhà phân tích xem nó là một tín hiệu mạnh rằng một đáy thị trường có thể đã cận kề. Khả năng dự đoán của một tín hiệu như vậy (cảm tính thị trường) được chuyển thành cao nhất khi cảm tính nhà đầu tư đạt tới các giá trị cực đoan. Các chỉ báo đo lường cảm tính nhà đầu tư có thể bao gồm cả dhỉ số cảm tính trí tuệ nhà đầu tư: Nếu lây lan Bò-Gấu (% của Bò-% của Gấu) đóng ở một thấp lịch sử, nó có thể là tín hiệu của đáy. Thông thường, số gấu được khảo sát sẽ vượt quá số bò. Tuy nhiên, nếu số bò ở tại một cực cao và số gấu ở tại một cực thấp, một cách lịch sử, một đỉnh thị trường có thể vừa xuất hiện hoặc gần xảy ra. Đo lường trái ngược này là đáng tin cậy hơn cho phối hợp ngẫu nhiên của nó tại các đáy thị trường hơn là các đỉnh.

## Kỷ niệm
Hình tượng con bò phố Wall là tác phẩm điêu khắc của nghệ nhân Arturo Di Modica làm bằng đồng hùng dũng làm biểu tượng cho sức mạnh của Mỹ trong việc làm kinh tế sau vụ thị trường chứng khoán Phố Wall sụp đổ năm 1987. Con bò này đã xuất hiện trên nhiều vỉa hè của thành phố New York nhưng sau đó đã trụ vững bên hông công viên Bowling Green từ ngày 15 tháng 12 năm 1989. Đầu bò hướng về Broadway, được gọi là kinh đô kịch nghệ Mỹ. Nghệ nhân Di Modica mô tả con bò ở trạng thái sẵn sàng lao mạnh về phía trước, húc tung mọi rào cản để biểu trưng cho sự tăng tốc, phát triển cực mạnh của thị trường chứng khoán. Thời gian qua đi, tượng bò càng nổi tiếng hơn cùng với sự phát triển của thị trường chứng khoán New York, nhiều du khách nào tham quan Khu tài chính Phố Wall còn thăm bò, chụp ảnh kỷ niệm với con bò này.